# Steve Ditko
Stephen J. Ditko (/ˈdɪtkoʊ/; 2 tháng 11 năm 1927 – k. 29 tháng 6 năm 2018) là một họa sĩ truyện tranh và nhà văn người Mỹ nổi tiếng là họa sĩ và đồng tác giả, với Stan Lee, của các siêu anh hùng truyện tranh Marvel và Doctor Strange.
Ditko học dưới nghệ sĩ Batman Jerry Robinson tại Trường vẽ tranh biếm họa và họa sĩ minh họa ở thành phố New York. Ông bắt đầu sự nghiệp chuyên nghiệp của mình vào năm 1953, làm việc tại xưởng vẽ của Joe Simon và Jack Kirby, bắt đầu với tư cách là một người điều tra và đến dưới sự ảnh hưởng của nghệ sĩ Mort Meskin. Trong thời gian này, sau đó anh bắt đầu mối quan hệ lâu dài với Charlton Comics, nơi anh làm việc trong các thể loại khoa học viễn tưởng, kinh dị và bí ẩn. Ông cũng đồng sáng tạo ra siêu anh hùng Captain Atom vào năm 1960.
Trong những năm 1950, Ditko cũng đã vẽ cho Atlas Comics, tiền thân của Marvel Comics. Ông tiếp tục đóng góp nhiều công việc quan trọng cho Marvel. Năm 1966, sau khi trở thành nghệ sĩ độc quyền trong The Amazing Spider-Man và tính năng "Doctor Strange" trong Strange Tales, Ditko rời Marvel vì những lý do mà anh không bao giờ chỉ định.
Ditko tiếp tục làm việc cho Charlton và cả DC Comics, bao gồm một bản cải tiến của nhân vật Blue Beetle, và tạo hoặc đồng sáng tạo Câu hỏi, Creeper, Shadow the Change Man, và Hawk và Dove. Ditko cũng bắt đầu đóng góp cho các nhà xuất bản nhỏ độc lập, nơi ông đã tạo ra ông A, một anh hùng phản ánh ảnh hưởng của triết lý Chủ nghĩa khách quan của Ayn Rand. Ditko phần lớn từ chối trả lời phỏng vấn, nói rằng ông thích giao tiếp thông qua công việc của mình.
Ditko được giới thiệu vào Đại sảnh Danh vọng Jack Kirby năm 1990, và vào Đại sảnh Danh vọng Will Eisner năm 1994.